# Plastystaura kiriakoffi
Plastystaura kiriakoffi is een vlinder uit de familie tandvlinders (Notodontidae). De wetenschappelijke naam van deze soort is voor het eerst geldig gepubliceerd in 1982 door Minet.
De soort komt voor in tropisch Afrika.